# Stenfjärden
Stenfjärden är en sjö i Östhammars kommun i Uppland och ingår i Tämnarån-Forsmarksåns kustområde. Sjön har en area på 0,128 kvadratkilometer och ligger 1,2 meter över havet.

## Delavrinningsområde
Stenfjärden ingår i det delavrinningsområde (669365-164062) som SMHI kallar för Rinner mot Öregrundsgrepen. Medelhöjden är 8 meter över havet och ytan är 22,99 kvadratkilometer. Det finns inga avrinningsområden uppströms utan avrinningsområdet är högsta punkten. Avrinningsområdets utflöde mynnar i havet, utan att ha någon enskild mynningsplats. Avrinningsområdet består mestadels av skog (71 procent) och jordbruk (10 procent). Avrinningsområdet har 0,19 kvadratkilometer vattenytor vilket ger det en sjöprocent på 0,8 procent. Bebyggelsen i området täcker en yta av 2,74 kvadratkilometer eller 12 procent av avrinningsområdet.